# Молодший капрал

Нашивка молодшого капрала Корпусу морської піхоти США

Нашивка молодшого капрала (OR-3) Збройних сил Сінгапуру

Знак розрізнення молодшого капрала Британської армії

Моло́дший капра́л (англ. lance corporal) — наймолодше військове звання (сержантського) складу Корпусу морської піхоти США, а також звання сержантського складу багатьох країн світу (Австралія, Нова Зеландія, Канада, Сінгапур, Франція, Пакистан, Індія, Велика Британія тощо).
У Корпусі морської піхоти США це звання відноситься до третього ступеня військової ієрархії, вище за звання рядовий першого класу та нижче за звання капрал.